# Kebab
Kebab (tur. kebap, pers. ‏كباب, kabāb‎, arab. ‏كباب‎) – turecka potrawa. Określenie obejmuje ponad dwadzieścia odmian tej potrawy (m.in. İskender kebabı, Adana kebabı czy şiş kebabı) i nie jest jednoznaczne.

## Charakterystyka
W Polsce słowo kebab oznacza zazwyczaj döner kebap (w języku tureckim „obracające się pieczone mięso”), czyli danie kuchni tureckiej w postaci odpowiednio doprawionego mięsa baraniego (w tym jagnięcego), skrawanego z pionowego rożna, podawane z surówką warzywną i owczym serem, współcześnie przekształcone w danie typu fast food. Ze względu na ceny baraniny oraz preferencje smakowe Polaków, mięso w polskim kebabie to zwykle wołowina lub kurczak, jedynie z dodatkiem baraniny. Nie może to być mięso wieprzowe, co wynika z Halalu. Podawane jest w macy, picie, tortilli lub bułce z różnymi sosami – łagodnymi lub ostrymi. Wartość odżywcza dla 100 gramów typowego polskiego kebabu wynosi około 170 kilokalorii.
W Niemczech potrawę tę określa się najczęściej jako kebap lub döner (w języku tureckim „obracający się”), odmianę zaś w placku lawasz jako dürüm lub jufka (kebab w cienkim cieście). Wariantem kebabu w cienkim cieście jest Lahmacun, niekiedy również określany jako turecka pizza (Türkische Pizza). Różnice w stosunku do jufki polegają na tym, że cienkie ciasto pokryte jest sosem i przyprawami, które upodobniają tę formę zawijanego kebabu do innej tureckiej potrawy – Lahmacun.
W krajach arabskich, Armenii, Izraelu i Iranie słowo kebab oznacza najczęściej nie döner kebab, lecz şiş kebab (w języku tureckim „pieczone mięso na szpikulcu”), czyli szaszłyk z pieczonego, często mielonego mięsa. Takie nazewnictwo stosuje się więc czasem także w Polsce, w barach szybkiej obsługi i restauracjach prowadzonych przez Arabów, Turków lub Persów.
Powszechne jest jedzenie kebabu razem z ajranem.

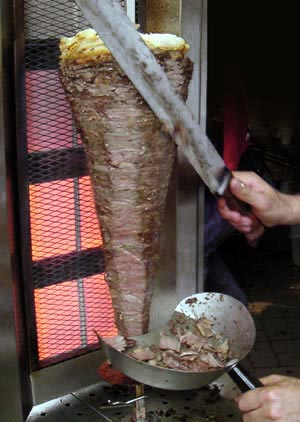
Skrawanie mięsa z pionowego rożna
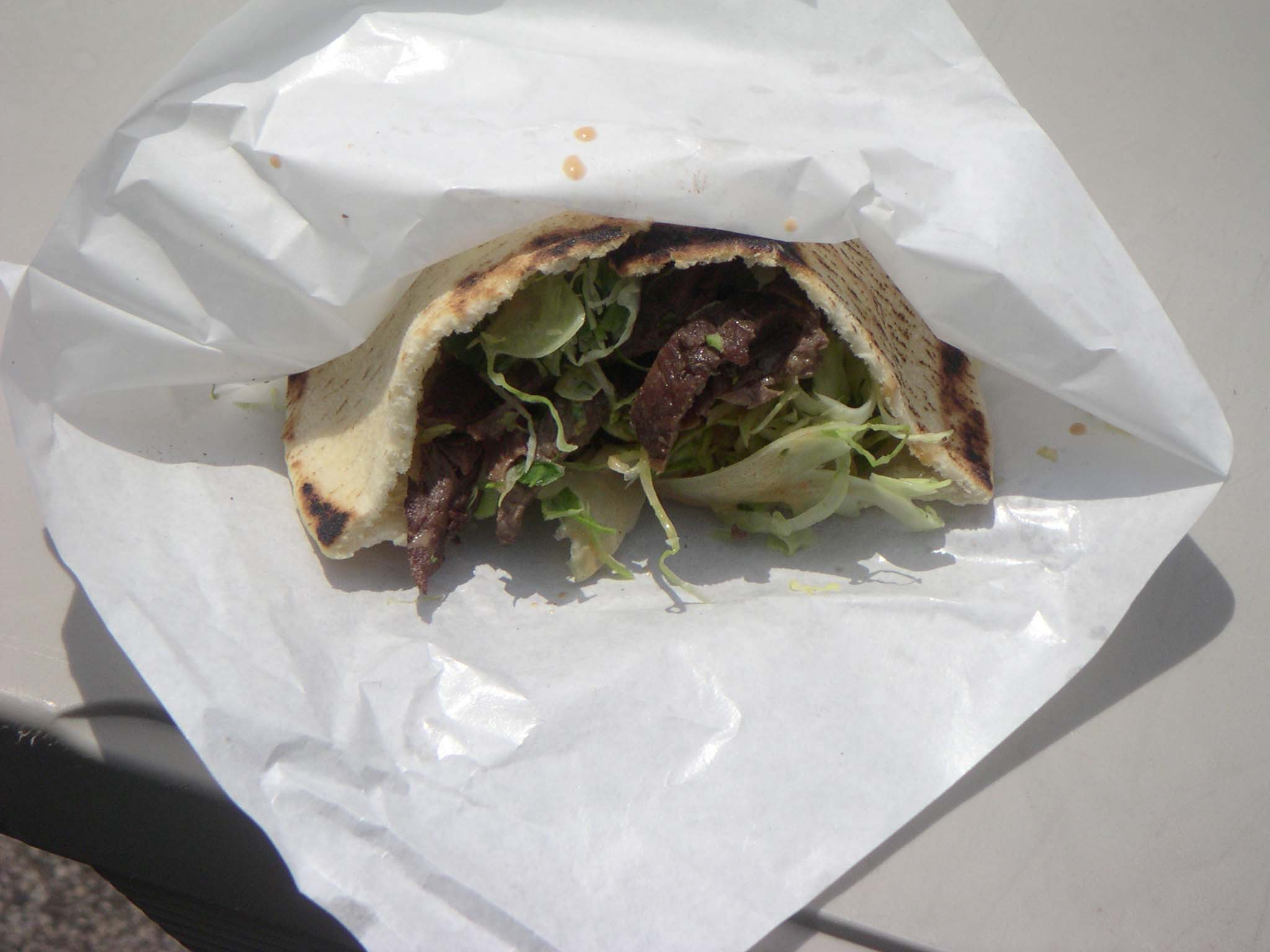
Kebab w picie gotowy do spożycia
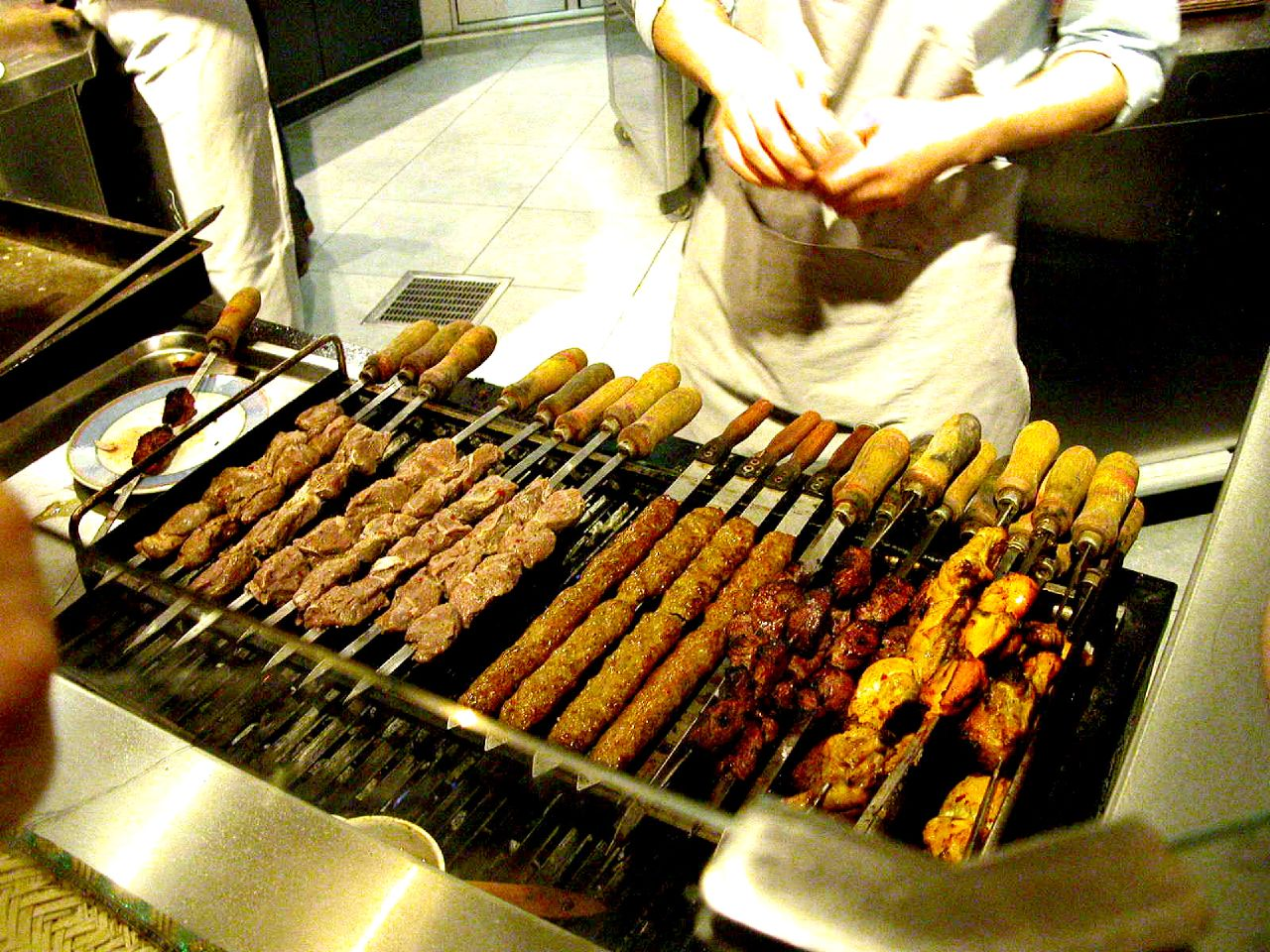
Perski kebab
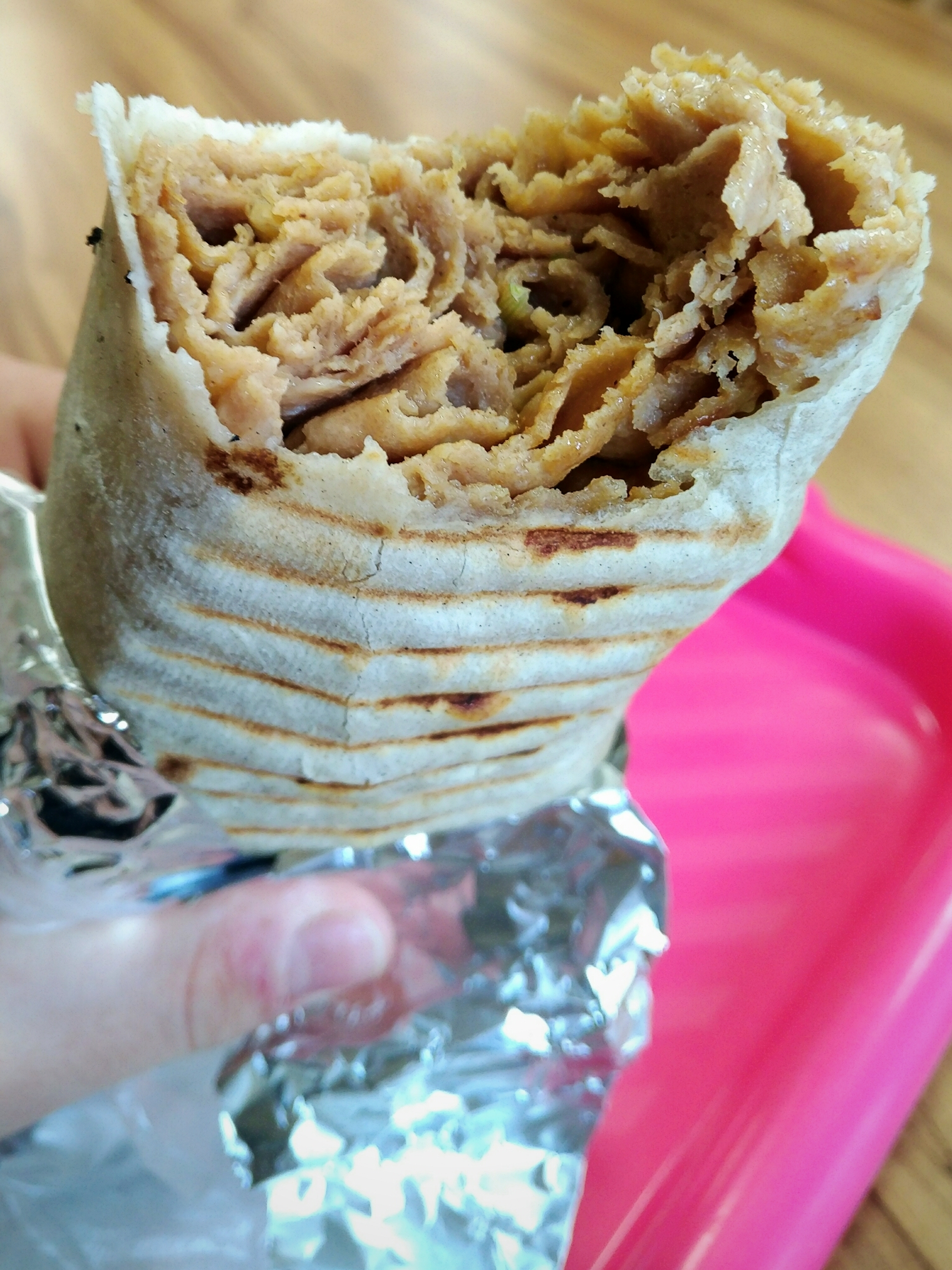
Kebab w formie rolady, zwany dürüm